# Депутаты Сейма Республики Польша I созыва (1991—1993)
Список депутатов Сейма Республики Польша I созыва, избранных на парламентских выборах 27 октября 1991 года.

## Работа Сейма
Первое заседание Сейма состоялось 25 и 26 ноября 1991 года, а последнее, 45. — 27, 28 и 29 мая 1993 года. Каденция продолжалась с 25 ноября 1991 по 31 мая 1993 года. Изначально должен был действовать до периода между 29 ноября 1995 и 19 декабря 1995 (в зависимости от даты выборов), однако Сейм был распущен решением президента от 29 мая 1993 года.
- 17 октября 1992 — Сейм утвердил т. н. малую конституцию, отменяя значительное число положений Конституции Польской Народной Республики 1952 года.
- 28 мая 1993 — Сейм выразил вотум недоверия правительству Ханны Сухоцкой.
- 31 мая 1993 — вступило в силу решение президента Польши Леха Валенсы о роспуске Сейма и Сената[2].

## Клубы и фракции на первой сессии Сейма и положение в конце каденции
| Фракции | Фракции                                             | XI 1991 | V 1993 | +/-  |
| ------- | --------------------------------------------------- | ------- | ------ | ---- |
|         | Демократическая уния                                | 62      | 57     | ▼ 5  |
|         | Союз демократических левых сил                      | 59      | 59     | ▬    |
|         | Конфедерация независимой Польши                     | 51      | 47     | ▼ 4  |
|         | Польская крестьянская партия                        | 50      | 49     | ▼ 1  |
|         | Христианско-национальное объединение                | 49      | 42     | ▼ 7  |
|         | Центральное соглашение                              | 42      | 23     | ▼ 19 |
|         | Либерально-Демократический Конгресс                 | 37      | -      | ▼ 37 |
|         | Крестьянское соглашение                             | 28      | 18     | ▼ 10 |
|         | Независимый самоуправляемый профсоюз «Солидарность» | 27      | 26     | ▼ 1  |
|         | Польская хозяйственная программа                    | 13      | -      | ▼ 13 |
|         | Немецкое меньшинство                                | 7       | 7      | ▬    |
|         | Христианская демократия                             | 5       | 6      | ▲ 1  |
|         | Партия христианских демократов                      | 5       | -      | ▼ 5  |
|         | Солидарность труда                                  | 5       | -      | ▼ 5  |
|         | Партия X                                            | 3       | -      | ▼ 3  |
|         | Польская партия любителей пива                      | 3       | -      | ▼ 3  |
|         | Уния реальной политики                              | 3       | 4      | ▲ 1  |
|         | Польская либеральная программа                      | -       | 48     | -    |
|         | Польская конвенция                                  | -       | 28     | -    |
|         | Движение за Речь Посполитую                         | -       | 16     | -    |
|         | Уния труда                                          | -       | 6      | -    |
|         | Христианско-национальное движение «Действие Польша» | -       | 3      | -    |
|         | Партия пенсионеров и рантье «Надежда»               | -       | 3      | -    |
|         | Внефракционные                                      | 11      | 18     | ▲ 7  |
| Всего   | Всего                                               | 460     | 460    | 460  |

## Президиум Сейма I созыва
| Депутат                                                                    | Депутат               | Должность         | Фракция                              | Время в должности | Время в должности | Время в должности |
| Депутат                                                                    | Депутат               | Должность         | Фракция                              | С                 | До                | До                |
| -------------------------------------------------------------------------- | --------------------- | ----------------- | ------------------------------------ | ----------------- | ----------------- | ----------------- |
|                                                                            | Александр Малаховский | Маршал-сеньор     | Солидарность труда                   | 25 ноября 1991    | 25 ноября 1991    | 25 ноября 1991    |
| Маршал-сеньор председательствует на заседании Сейма до избрания Президиума |                       |                   |                                      |                   |                   |                   |
|                                                                            | Веслав Хшановский     | Маршал Сейма      | Христианско-национальное объединение | 25 ноября 1991    | 31 мая 1993       | 14 октября 1993   |
|                                                                            | Хенрик Бонк           | Вице-маршал Сейма | Крестьянское соглашение              | 25 ноября 1991    | 31 мая 1993       | 14 октября 1993   |
|                                                                            | Анджей Керн           | Вице-маршал Сейма | Центральное соглашение               | 25 ноября 1991    | 31 мая 1993       | 14 октября 1993   |
|                                                                            | Яцек Курчевский       | Вице-маршал Сейма | Польская либеральная программа       | 25 ноября 1991    | 31 мая 1993       | 14 октября 1993   |
|                                                                            | Дариуш Вуйцик         | Вице-маршал Сейма | Конфедерация независимой Польши      | 25 ноября 1991    | 31 мая 1993       | 14 октября 1993   |
|                                                                            | Юзеф Зых              | Вице-маршал Сейма | Польская крестьянская партия         | 25 ноября 1991    | 31 мая 1993       | 14 октября 1993   |

## Фракции

### Положение в конце каденции
Депутаты I созыва были объединены в следующие фракции:
- Союз демократических левых сил — 59 депутатов, глава фракции Александр Квасьневский[6],
- Демократическая Уния — 57 депутатов, глава фракции Бронислав Геремек[6],
- Польская крестьянская партия — 49 депутатов, глава фракции Вальдемар Павляк[6],
- Польская либеральная программа — 48 депутатов, глава фракции Ян Памула[6],
- Конфедерация независимой Польши — 47 депутатов, глава фракции Кжиштоф Круль[6],
- Христианско-национальное объединение — 42 депутата, глава фракции Стефан Несёловский[6],
- Польская конвенция — 28 депутатов, глава фракции Иренеуш Невяровский[6],
- Независимый самоуправляемый профсоюз «Солидарность» — 28 депутатов, глава фракции Богдан Борусевич[6],
- Центральное соглашение — 23 депутата, глава фракции Ярослав Качиньский[6],
- Крестьянское соглашение — 18 депутатов, глава фракции Феликс Климчак[6],
- Движение за Речь Посполитую — 16 депутатов, глава фракции Ян Ольшевский[6],
- Немецкое меньшинство — 7 депутатов, глава фракции Генрих Кролл[6],
- Христианская демократия — 6 депутатов, глава фракции Юзеф Херманович[6],
- Уния труда — 6 депутатов, глава фракции Александр Малаховский[6],
- Уния реальной политики — 4 депутата, глава фракции Лех Прухно-Врублевский[6],
- Христианско-национальное движение «Действие Польша» — 3 депутата, глава фракции Антоний Мацеревич[6],
- Партия пенсионеров и рантье «Надежда» — 3 депутата, глава фракции Адам Пехович[6],
- Внефракционные — 18 депутатов[6].

Представительство в Сейме также было у Либерально-демократического конгресса и других.
| Союз демократических левых сил | Союз демократических левых сил | Союз демократических левых сил | Союз демократических левых сил |
| --- | --- | --- | --- |
| | | | |
| - Владислав Адамский - Бронислава Байор - Анна Баньковская - Анджей Баранецкий - Лешек Бялый - Тадеуш Билиньский - Барбара Блида - Ирминдо Бохень - Марек Бораль - Марек Боровский - Влодзимеж Цимошевич - Анна Дудкевич - Збигнев Гожеляньчик - Адам Хальбер - Казимеж Иванец | - Тадеуш Ивиньский - Ежи Янковский - Збигнев Яновский - Ежи Яскерня - Вальдемар Ендрыка - Тадеуш Ендрейчак - Веслав Качмарек - Юзеф Калета - Збигнев Каневский - Мариан Козловский - Александр Кравчук - Александр Квасьневский - Кристина Лыбацкая - Вит Маевский - Мацей Маницкий | - Вацлав Мартынюк - Марек Мазуркевич - Лешек Миллер - Пётр Мохначевский - Ирена Новацкая - Казимеж Новак - Юзеф Олексы - Лонгин Пастусяк - Яцек Пехота - Юзеф Пиларчик - Войцех Салетра - Иренеуш Секула - Збигнев Семянтковский - Изабелла Сераковская - Марек Сивец                      | - Збигнев Соботка - Ванда Соколовская - Ева Спыхальская - Анджей Шараварский - Ежи Шмайдзиньский - Чеслав Сьлезяк - Здзислав Тучиньский - Рышард Улицкий - Данута Ванек - Ежи Вятр - Януш Земке - Богумил Жых - Мариан Зенкевич - Рышард Жоховский |
| Демократическая Уния | | | |
| | | | |
| - Марек Балицкий - Анджей Бобер - Юлиуш Браун - Ежи Цемневский - Анджей Чернецкий - Марек Домбровский - Мария Дмоховская - Владислав Фрасынюк - Радослав Гавлик - Бронислав Геремек - Хелена Гуральская - Станислав Хандзлик - Юзефа Хеннель - Збигнев Янас - Ян Кисиличик     | - Бронислав Коморовский - Ежи Копаня - Юзеф Ковальчик - Ян Круль - Ольга Кжижановская - Зыгмунт Куфель - Яцек Куронь - Барбара Лабуда - Ирена Липович - Ян Литиньский - Владислав Ливак - Тадеуш Мазовецкий - Юзеф Мейзель - Пётр Новина-Конопка - Януш Онышкевич                   | - Эпаминондас Осятиньский - Анджей Павловский - Ян Пискорский - Тадеуш Покрывка - Пётр Польманьский - Анджей Потоцкий - Влодзимеж Пузына - Ян Рокита - Рышард Сетник - Гражина Станишевская - Иоанна Старенга-Пясек - Ханна Сухоцкая - Тадеуш Сырийчик - Томаш Щепула - Казимеж Щигельский | - Ивона Сьледзиньская-Катарасиньская - Яцек Тайлор - Людвик Турко - Анна Урбанович - Мариуш Весоловский - Анджей Веловейский - Гвидон Вуйцик - Генрик Вуец - Ян Выровиньский - Мария Зайончковская - Ежи Здрада - Станислав Журовский              |
| Польская крестьянская партия | | | |
| | | | |
| - Анджей Байолек - Пётр Барциньский - Александр Бентковский - Витольд Бялобжевский - Анджей Боровский - Лешек Бугай - Ян Бурый - Юзеф Циналь - Здзислав Доманьский - Марек Домин - Бронислав Дутка - Тадеуш Гайда - Збигнев Галек                                              | - Роман Ягелиньский - Рышард Ястжембский - Станислав Калемба - Зофья Ковальчик - Ян Ковалик - Миколай Козакевич - Юзеф Лоховский - Александр Лучак - Богдан Лукасевич - Януш Мацьковяк - Ян Маевский - Януш Максимюк - Збигнев Межва                                                | - Войцех Мойзесович - Вальдемар Павляк - Януш Пехоциньский - Владислав Серафин - Хенрик Седлецкий - Станислав Сенкевич - Рышард Смолярек - Яцек Соска - Мариан Старовник - Францишек Стефанюк - Хенрик Стшелецкий - Тадеуш Сытек - Славомир Шатковский                                     | - Ян Щепаняк - Богумил Шредер - Влодзимеж Вертек - Зенон Витт - Юзеф Ворощак - Владислав Врона - Войцех Зажицкий - Юзеф Зых - Владислав Жабиньский - Станислав Желиховский                                                                         |
| Польская либеральная программа | | | |
| | | | |
| - Павел Абрамский - Эугениуш Александрович - Анджей Арендарский - Томаш Баньковский - Ян Белецкий - Дариуш Богуский - Михал Бони - Томаш Брах - Славомир Хабиньский - Богуслав Хойна - Мирослав Джевецкий - Ежи Джевульский                                                    | - Збигнев Эйсмонт - Ежи Ейсымонтт - Витольд Гадомский - Анджей Харды - Томаш Хольц - Филипп Качмарек - Марек Клочко - Марек Кочвара - Дариуш Колодзейчик - Збигнев Косьля - Яцек Курчевский - Януш Левандовский                                                                     | - Яцек Меркель - Зенон Михаляк - Марек Мощиньский - Ежи Орловский - Юзеф Ожел - Ян Памула - Вальдемар Пельц - Павел Пискорский - Марцин Пшибылович - Владислав Рейхельт - Януш Ревиньский - Ян Жимелка                                                                                     | - Марек Самборский - Мирослав Сосьницкий - Херберт Шафранец - Дональд Туск - Цезары Урбаняк - Анджей Урбаньский - Ярослав Улятовский - Веслав Вуйцик - Анджей Закшевский - Анджей Зарембский - Ян Зильбер - Кжиштоф Жабиньский                     |
| Конфедерация независимой Польши | | | |
| | | | |
| - Збигнев Адамчик - Анджей Анджейчак - Пётр Ашик - Кжиштоф Блажейчик - Рышард Богуш - Збигнев Бжицкий - Анджей Хмель - Барбара Чиж - Збигнев Фрост - Божена Гай - Лешек Гольба - Михал Янишевский                                                                              | - Кжиштоф Каминьский - Томаш Карновский - Януш Коза - Янина Краус - Кжиштоф Круль - Мирослав Левандовский - Зыгмунт Ленык - Анджей Мазуркевич - Эльжбета Михаляк - Марек Михалик - Роберт Мочульский - Хенрик Опило                                                                 | - Юзеф Павелец - Войцех Пенгель - Катажина Петжик - Вальдемар Польчиньский - Кжиштоф Попенда - Винценты Пыцак - Барбара Ружицкая-Оршуляк - Адам Сенгебуш - Збигнев Скорецкий - Адам Сломка - Дариуш Соньта - Ежи Сыновец                                                                   | - Пшемыслав Сытек - Анджей Терлецкий - Артур Тэн - Михал Токажевский - Роберт Тромский - Ярослав Вартак - Казимеж Вильк - Ярослав Вужняк - Дариуш Вуйцик - Ивона Закшевская - Адам Земиньский                                                      |
| Христианско-национальное объединение | | | |
| | | | |
| - Мария Баруцкая - Тереса Базала - Ядвига Берак - Влодзимеж Блаерский - Юзеф Блащець - Веслав Хшановский - Рихард Чарнецкий - Збигнев Дыка - Тадеуш Годлевский - Хенрик Горишевский - Мариуш Грабовский                                                                        | - Ежи Хрыбач - Марек Юрек - Гжегош Казимерский - Хенрик Клята - Ежи Кропивницкий - Марцин Либицкий - Ян Лопушаньский - Адам Лукомский - Ежи Матыек - Ежи Михаляк - Вальдемар Модзелевский                                                                                           | - Зигмунт Могила-Лисовский - Стефан Несёловский - Халина Новина-Конопка - Казимеж Пенкала - Ян Пёнтковский - Феликс Печка - Мариан Пилка - Станислав Ракочы - Гжегож Шрейбер - Вальдемар Сикора - Марек Сивец                                                                              | - Мацей Сребро - Станислав Станьдо - Халина Стрембская - Алойзы Шаблевский - Томаш Шишко - Яцек Турчиньский - Александр Усакевич - Станислав Вондоловский - Станислав Заёнц                                                                        |
| Польская конвенция | | | |
| | | | |
| - Роман Анджеевский - Артур Балаш - Юзеф Бонк - Зигмунт Бердыховский - Михал Халоньский - Пётр Фоглер - Анджей Гонсеница-Маковский | - Мечислав Гиль - Юзеф Гутовский - Александр Халль - Веслав Клисевич - Тадеуш Ковальчик - Анна Кнысок - Збигнев Лех | - Павел Лончковский - Адам Матущяк - Лех Мажевский - Иренеуш Невяровский - Вацлав Невяровский - Богдан Пиларский - Владислав Райтер | - Анджей Рай - Казимеж Ростек - Эдвард Жепка - Януш Стейнхофф - Казимеж Уяздовский - Анджей Войтыла - Павел Залевский |
| Независимый самоуправляемый профсоюз «Солидарность» | | | |
| | | | |
| - Войцех Аркушевский - Станислав Баран - Вальдемар Бартош - Богдан Борусевич - Барбара Фрончек - Эугениуш Келек - Павел Ковальчик | - Ян Кулас - Тадеуш Левандовский - Збигнев Ладош - Марек Маркевич - Эдвард Мюллер - Марек Мушиньский - Ежи Ничиперович | - Славомир Панек - Алойзы Петжик - Славомир Рогуцкий - Ян Рулевский - Эльжбета Сеферович - Анджей Смирнов - Станислав Собаньский | - Антони Тыраковский - Станислав Вонсик - Станислав Венглаж - Марек Зелиньский - Мария Жултовская |
| Центральное соглашение | | | |
| | | | |
| - Анджей Андрысяк - Антони Белевич - Яцек Буяк - Здзислав Дубелла - Марек Дзюбек - Адам Глапиньский | - Тадеуш Гурчик - Ярослав Качиньский - Лех Качиньский - Юзеф Каня - Анджей Керн - Бартоломей Колодзей | - Адам Липиньский - Тереса Лищ - Яцек Мазярский - Чеслав Новак - Кшиштоф Путра - Славомир Сивек | - Чеслав Соберайский - Кжиштоф Тхужевский - Антоний Токарчук - Болеслав Тваруг - Анджей Тышкевич |
| Крестьянское соглашение | | | |
| | | | |
| - Анджей Адамович - Хенрик Бонк - Юзеф Фрончек - Антони Фуртак - Славомир Хардей | - Габриэль Яновский - Веслав Яновский - Феликс Климчак - Стефан Круль - Пётр Крутуль | - Мечислав Павляк - Ванда Сикора - Хенрик Сухора - Влодзимеж Сумара - Стефан Шаньковский | - Тадеуш Шиманьчак - Роман Вежбицкий - Тадеуш Вуйцик |
| Движение за Речь Посполитую | | | |
| | | | |
| - Анджей Ануш - Казимеж Барчик - Роман Бартоще - Януш Хойньский | - Станислав Хнедзевич - Анджей Костарчик - Павел Котлярский - Эдмунд Красовский | - Ян Мизиковский - Ян Ольшевский - Цезары Пясецкий - Казимеж Сьвитонь | - Станислав Венгловский - Данута Вежбицкая - Войцех Влодарчик - Пётр Вуйцик |
| Немецкое меньшинство | | | |
| | | | |
| - Эрхард Бастэк - Виллибальд Фабиан | - Эдвард Фляк - Антони Кост | - Бруно Косак - Хенрик Кролль | - Хельмут Паждзёр |
| Христианская демократия | | | |
| | | | |
| - Юзеф Херманович - Тадеуш Ласоцкий | - Стефан Пастушевский - Хенрик Роспара | - Ядвига Рудницкая | - Владислав Станюк |
| Уния труда | | | |
| | | | |
| - Рышард Бугай - Збигнев Буяк | - Пётр Чарнецкий - Александр Малаховский | - Януш Шиманьский | - Веслава Зёлковская |
| Уния реальной политики | | | |
| | | | |
| - Антони Дзержинский | - Януш Корвин-Микке | - Лех Прухно-Врублевский | - Анджей Селянчик |
| Христианско-национальное движение «Действие Польша» | | | |
| | | | |
| - Антони Мацеревич | - Мариуш Марасек | - Пётр Валерых | |
| Партия пенсионеров и рантье «Надежда» | | | |
| | | | |
| - Кжиштоф Ибиш | - Юзеф Павляк | - Адам Пехович | |
| Внефракционные | | | |
| | | | |
| - Рышард Бартош - Тадеуш Бень - Богумила Боба - Лешек Бубель - Казимеж Хелстовский | - Антони Чайка - Станислав Чехоньский - Эугениуш Чиквин - Тадеуш Единак - Станислав Коцян | - Тадеуш Ковальчик - Войцех Квятковский - Марек Ласота - Павел Мусёл - Анджей Рыхлик | - Чеслав Стеркович - Ян Сьвитка - Войцех Вардацкий |

### Депутаты, мандат которых был прекращён во время каденции (3 депутата)
| Депутат | Депутат         | Дата прекращения мандата | Причина          | Замещающий      |
| ------- | --------------- | ------------------------ | ---------------- | --------------- |
|         | Мариан Кемпка   | 17 мая 1992              | смерть           | Ядвига Берак    |
|         | Георг Брылка    | 19 сентября 1992         | отказ от мандата | Эдвард Фляк     |
|         | Мацей Залевский | 17 апреля 1993           | отказ от мандата | Анджей Тышкевич |

## Список комиссий
По положению на 30 XI 1992
| Название                                                            | число членов |
| ------------------------------------------------------------------- | ------------ |
| Администрации и внутренних дел                                      | 34           |
| по делам Европейского Союза                                         | 24           |
| Образования, науки и технического прогресса                         | 28           |
| Торговли и услуг                                                    | 23           |
| Культуры и Средств массовой информации                              | 35           |
| по связям с поляками за границей                                    | 30           |
| Молодежи, физической культуры и спорта                              | 21           |
| Национальных и этнических меньшинств                                | 21           |
| Национальной обороны                                                | 26           |
| Охраны окружающей среды, природных ресурсов и лесного хозяйства     | 25           |
| Конституционной ответственности                                     | 17           |
| Экономической политики, бюджета и финансов                          | 34           |
| Территориальной, строительной и жилищной политике                   | 22           |
| Социальной политики                                                 | 27           |
| Преобразования прав собственности                                   | 30           |
| Регламента и дел послов                                             | 24           |
| Сельского и продовольственного хозяйства                            | 38           |
| Местного самоуправления                                             | 33           |
| Справедливости                                                      | 18           |
| Иностранных дел                                                     | 39           |
| Экономических отношений с зарубежными странами и морского хозяйства | 37           |
| Экономической системы и промышленности                              | 28           |
| Законодательная                                                     | 20           |
| Здравоохранения                                                     | 22           |

## Роспуск Сейма и Сената
Политическим последствием принятия Сеймом вотума недоверия правительству Сухоцкой, стал роспуск обеих палат президентом Лехом Валенсой. Это означало отсутствие законодательной власти в период с 31 мая 1993 г. по 18 сентября 1993 г. (де-юре), а фактически до 14 октября 1993 г., то есть до заседания новой палаты по результатам выборов 19 сентября 1993 г.
В связи со ст. 10 Малой конституции от 17 октября 1992 г. должности маршала сейма и маршала сената были сохранены за прежними маршалами. Это было связано с преемственностью власти, вытекающей из системных правил, касающихся исполнения обязанностей главы государства в случае вакантности должности Президента Республики Польша.

## Комментарии
1. ↑  Депутаты избирались как кандидаты от Программного Союза Польской крестьянской партии.
2. ↑  Депутаты избирались как кандидаты от Избирательной Католической Акции.
3. ↑  Депутаты избирались как кандидаты от Центрального гражданского соглашения.
4. 1 2 3 4 5 6  Фракция прекратила существование в ходе каденции.
5. ↑  Фракция депутатов от Либерально-демократического конгресса и Польской партии любителей пива. Депутаты избирались как кандидаты от Центрального гражданского соглашения.
6. ↑  Не существовала во время парламентских выборов 1991 года. Депутаты избирались как кандидаты от Крестьянского соглашения, Демократической Унии, Партии христианских демократов, Либерально-демократического конгресса, Центрального гражданского соглашения, Союза великополяков и любушан, Союза подголян, Краковской коалиции солидарности с президентом и Избирательной католической акции.
7. ↑  Не существовала во время парламентских выборов 1991 года. Депутаты избирались как кандидаты от Центрального гражданского соглашения, Конфедерации независимости Польши, Движения за автономию Силезии и Польского западного союза.
8. ↑  Не существовала во время парламентских выборов 1991 года. Депутаты избирались как кандидаты от Солидарности труда, Демократического социального движения, Союза демократических левых сил и Великопольской социал-демократической унии.
9. ↑  Не существовала во время парламентских выборов 1991 года. Депутаты избирались как кандидаты от Избирательной католической акции.
10. ↑  Не существовала во время парламентских выборов 1991 года. Депутаты избирались как кандидаты от Польской партии любителей пива и Программного Союза Польской крестьянской партии.
11. ↑  Депутаты, которые не вступили ни в одну из фракций, или вышли из них в течение каденции.
12. 1 2 3 4 5 6 7 8 9 10 11 12 13 14 15 16 17 18  Выбран по списку Польской партии любителей пива.
13. ↑  Выбран по списку Партии X.
14. ↑  Депутаты избирались как кандидаты от Программного Союза Польской крестьянской партии.
15. ↑  Выбран по списку Быдгощского списка народного единства.
16. ↑  Выбран по списку Крестьянского избирательного блока «Пяст».
17. ↑  Фракция депутатов от Либерально-демократического конгресса и Польской партии любителей пива.
18. 1 2 3 4 5 6 7 8 9 10 11 12 13 14 15 16 17 18 19 20 21 22 23 24 25 26 27 28 29 30 31 32 33 34 35 36 37  Выбран по списку Либерально-демократического конгресса.
19. 1 2 3 4 5 6 7 8 9 10 11 12 13 14 15 16 17 18 19 20 21  Выбран по списку Центрального гражданского соглашения.
20. 1 2 3 4  Выбран по списку Польского западного союза.
21. ↑  Выбрана по списку Союза женщин против трудностей жизни.
22. ↑  Депутаты избирались как кандидаты от Избирательной Католической Акции.
23. ↑  Принесла присягу 5 июня 1992.
24. 1 2 3 4 5 6 7 8 9 10 11  Выбран по списку Крестьянского соглашения.
25. ↑  Выбран по списку Союза великополяков и любушан.
26. 1 2 3 4 5 6  Выбран по списку Демократической Унии.
27. ↑  Выбран по списку Союза подголян.
28. ↑  Выбран по списку Краковской коалиции солидарности с президентом.
29. 1 2 3 4  Выбран по списку Партии христианских демократов.
30. 1 2 3 4 5 6 7  Выбран по списку Избирательной католической акции.
31. ↑  Депутаты избирались как кандидаты от Центрального гражданского соглашения.
32. ↑  Принёс присягу 17 апреля 1993 года.
33. 1 2 3  Выбран по списку Конфедерации независимости Польши.
34. 1 2  Выбран по списку Движения за автономию Силезии.
35. ↑  Принёс присягу 9 октября 1992 года.
36. ↑  Депутаты избирались как кандидаты от Солидарности труда, Демократического социального движения, Союза демократических левых сил и Великопольской социал-демократической унии.
37. ↑  Выбран по списку Демократического социального движения.
38. 1 2 3  Выбран по списку Союза демократических левых сил.
39. ↑  Выбрана по списку Великопольской социал-демократической унии.
40. ↑  Выбран по списку Программного Союза Польской крестьянской партии.
41. ↑  Выбран по списку Православного избирательного комитета.
42. ↑  Выбран по списку Независимого самоуправляемого профсоюза «Солидарность».
43. ↑  Выбран по списку «Солидарность-80».
44. ↑  Выбран по списку Солидарности труда.
45. ↑  Выбран по списку Демократического социального движения.